# Nile (Washington)
Nile az Amerikai Egyesült Államok északnyugati részén, Washington állam Yakima megyéjében elhelyezkedő statisztikai település. A 2010. évi népszámlálási adatok alapján 140 lakosa van.
A települést az 1890-es években alapították James Beck, William Markel és Henry Sedge családjai; nevét azért kapta, mert a talaj termőképessége hasonló mértékű a Nílus folyó völgyéhez. A közeli Nílus-patak rendszeresen elárasztja a mellette húzódó alluviális síkságot; Gretta Gossett történész szerint a Nile elnevezés innen is származhat.

## Fordítás
Ez a szócikk részben vagy egészben  a   Nile, Washington című angol Wikipédia-szócikk ezen változatának fordításán alapul.  Az eredeti cikk szerkesztőit annak laptörténete sorolja fel. Ez a jelzés csupán a megfogalmazás eredetét és a szerzői jogokat jelzi, nem szolgál a cikkben szereplő információk forrásmegjelöléseként.